# Vera&John
Vera&John 是一家总部设在马耳他的网上赌场。Vera&John 由Dumarca Gaming Ltd经营，它的母公司Dumarca Holdings PLC于2015年由Intertain Group Ltd 收购。Intertain Group Ltd 在多伦多证券交易所上市。 Vera&John 由马耳他博彩管理局和英国博彩委员会发牌及监管。Vera&John 由 Jörgen Nordlund创建，他过去曾因为创建Maria Bingo而闻名，该公司于2007年被Unibet以5400万英镑收购。

## 简史
- 2010 - Vera&John 赌场启动， 主要针对北欧博彩市场， 博彩游戏来自 Betsoft, Microgaming 以及 NYX Gaming。
- 2011 - Net Entertainment 游戏被添加到 Vera&John的游戏选择中。
- 2013 - 在 Vera&John 赌场中可以玩 Yggdrasil Gaming 的游戏。[5]
- 2014 - Vera&John 宣称成为第一个接受比特币作为支付选项的规范的网上赌场， 结果却在3个星期后暂停了比特币支付设施。[6][7]
- 2015 - Vera&John 由 Intertain Group Ltd 以高达 8910万英镑的价格收购。[8]